# Simopteryx flavida
Simopteryx flavida är en fjärilsart som beskrevs av Paul Dognin 1913. Simopteryx flavida ingår i släktet Simopteryx och familjen mätare. Inga underarter finns listade i Catalogue of Life.